# Cartoon Network
Cartoon Network (abreviat com CN) és un canal de televisió nord-americà, creat per Turner Broadcasting System, dedicat als dibuixos animats que s'emet, amb adaptacions sobre sèries i formats, a diferents països. Les primeres emissions van començar l'1 d'octubre del 1992 als Estats Units amb una programació de 24 hores dirigida al públic infantil. El seu primer programa emès va representar un episodi de Merrie Melodies titulat Rhapsody Rabbit.
La principal competencia d'aquest canal constituirïa Disney XD i Nicktoons.

## Història
Al final del 1981, el conglomerat de la televisió per cable de Ted Turner havia adquirit la biblioteca de pel·lícules de MGM (que incloïa l'antic catàleg de dibuixos animats de Warner Bros), el seu canal de cable TNT i el seu canal de notícies per cable CNN havia guanyat una audiència amb la seva filmoteca. El 1991, van comprar l'estudi d'animació Hanna-Barbera.
Cartoon Network va tenir una idea inicial de transmetre els programes de l'arxiu de Turner durant aquell any. La programació inicial consistia, exclusivament, en reposicions de series d'animació clàssiques de Warner Bros i MGM, amb moltes caricatures de Hanna-Barbera utilitzades per a omplir espais.
El 1996, la companyia Time Warner adquirí Turner Broadcasting System, fet que va comportar que Cartoon Network dispongués de nou material al tenir accés a tot l'arxiu de Warner Bros dels anys 50 i 60.
A partir d'aleshores, Cartoon Network inicia la seva producció pròpia en col·laboració amb l'estudi d'animació Hanna-Barbera, amb la patent de Cartoon Network Studios creant diferents sèries d'animació amb pressupostos molt baixos. No obstant això, amb grans nivells de qualitat a més de molts bons escritors. A aquest grup de caricatures se'l va conèixer com a Cartoon Cartoons, entre els quals s'hi destaca Dexter's Laboratory, Johnny Bravo, Cow & Chicken, I Am Weasel, The Powerpuff Girls, Ed, Edd n Eddy i Courage the Cowardly Dog. Aquestes caricatures van compartir la distribució horària amb els clàssics i algunes sèries modernes adquirides de productif externa.
No va ser fins a la dècada del 2000 que el canal decidí començar una nova reestructuració de la seva programació, substituint l'animació antiga per noves sèries que portarien un nou aire al canal. El 2001 debutà Adult Swim com a competència de Nick at Nite de Nickelodeon, això degut, a més a més, a l'escàs raiting d'espectadors juvenils i el públic adult. Cartoon Network estrenà la seva primera pel·lícula The Powerpuff Girls el 3 de juliol de 2002, rebent bones crítiques dels fans. El 15 d'octubre de 2007 el canal començà amb la seva transmissió en HDTV i a finals del 2007, començà a emetre algunes sèries de Teletoon, com Bakugan, Isla del drama i George de la selva.
El 14 de juliol de 2008, Cartoon Network adquireix un nou apartat gràfic creat per Tristan Eaton denominat com els Noods. El 2009, Cartoon Network començà a emetre sèries live action i un nou bloc titulat CN Real.

## Blocs de programació

### Actuals

#### Adult Swim (2001 - Actualitat)
Estrenat als Estats Units el 2001. Conté un caràcter adult que conté sèries creades amb l'objectiu d'engrandir el públic objectiu mitjançant contingut adult, el qual alguns teleespectadors podrien considerar no aptes per a menors de 18 anys. S'emet tots els dies i en una franja horària nocturna.

#### Toonami (1997 - 2008; 2012 - Present)
Estrenat als Estats Units l'any 1997 en el qual s'inclou Anime de diversos gèneres. Acostumava a començar a partir de la mitja nit, després d'Adult Swim, però només els dissabtes. Va ser eliminat el 20 de setembre de 2008 i, curiosament, l'1 d'abril de 2012 retornà únicament i excepcionalment amb motiu de l'April Fool's Day. No obstant això, el dissabte 26 de maig de 2012 va tornar, definitivament, emetent-se cada dissabte a la matinada.

### Retirats de l'aire

#### Boomerang (1992 - 2000)
Constituí un bloc en el qual s'emetien sèries clàssiques d'Hanna-Barbera, Warner Bros. i MGM, com ara L'os Yogi, La pantera rosa o Droopy, entre d'altres. Aquest bloc va ser eliminat del canal per a crear-ne un amb el mateix nom. Boomerang de Cartoon Network continua emetent les sèries clàssiques del 2000 fins a l'actualitat.

#### Cartoon Cartoons (1999 - 2006)
Fou un bloc on s'emetien sèries originals de Cartoon Network com Johnny Bravo, The Powerpuff Girls, I Am Wheasel, Dexter's Laboratory, Ed, Edd n Eddy, etcètera.

#### DC Nation (2012 - 2014)
Representà un bloc d'acció que s'estrenà el 3 de març de 2012 on (com el seu nom indica) s'emetien sèries animades de l'empresa DC com ara Young Justice, Llanterna verda, Teen Titans, Teen Titans Go! i Beware the Batman, curtmetratges especials, notícies i novetats relacionades amb aquest contingut. Fou cancel·lat el 29 de març de 2014 per raons desconegudes. Aquest fet també podria haver comportat la cancel·lació de les sèries Young Justice i Llanterna verda l'any 2013. A més, un any més tard Beware the Batman també fou cancel·lada juntament amb el seu traspàs a Toonami.

#### Cartoon Planet (1996 - 2000; 2012 - 2014)
Constituí un programa de varietats animat que originalment s'estrenà el 1996 fins al 31 de març de l'any 2000, només a Cartoon Network USA. Representa un spin-off de la sèrie animada Space Ghost Coast to Coast i la seva premissa és el fet que el fantasma de l'espai recluta als seus enemics, Zorak i Brak, per tal que l'ajudin en l'organització d'un programa de varietats. A més, en commemoració del vintè aniversari (1992-2012) de Cartoon Network USA, Cartoon Planet fou reviscut en un esforç per guanyar més rating. En ell s'emet Cartoon Cartoons amb Zorak i Brak com a conductors del bloc. Finalment fou cancel·lat novament al febrer de 2014.

#### CN Real (2009 - 2010)
Va ser un bloc en el qual s'emetien live action com ara Destruir Construir Destruir, Què passaria? o Survive This, entre d'altres. S'estrenà el 17 de juny del 2009 i durà fins al 2010. El motiu pel qual es va retirar va ser fonamentalment el baix rating del canal.

## Cartoon Network HD
Cartoon Network HD és la versió en alta definició del canal emès el 15 d'octubre de 2007 en 1080i.

## Sèries
Algunes sèries del canal han estat:
- Courage the Cowardly Dog
- Cow and Chicken
- Dexter's Laboratory
- Ed, Edd n Eddy
- Els Quatre Fantàstics
- I Am Weasel
- Johnny Bravo
- The Powerpuff Girls (Supernenes)
- Shin-chan
- Regular Show
- Tom i Jerry
- Adventure Time
- The Amazing World of Gumball